# Poveste sentimentală (poezie)
Poveste sentimentală este o poezie de Nichita Stănescu din volumul „O viziune a sentimentelor” (1964).